# Ермаков, Олег Викторович
Оле́г Ви́кторович Ермако́в (26 апреля 1976, Брянск — 1 марта 2000, высота 776, Чечня) — гвардии лейтенант, командир взвода разведки 234-го парашютно-десантного полка 76-й гвардейской Черниговской Краснознамённой воздушно-десантной дивизии, Герой Российской Федерации (посмертно).

## Биография
Родился 26 апреля 1976 года в городе Брянске. Русский. С детства готовил себя к военной службе, занимался в кружке парашютистов. После 9 класса по настоянию родителей поступил в строительный техникум.
После окончания техникума в 1994 году поступил в Рязанское высшее воздушно-десантное дважды Краснознамённое командное училище, которое окончил в 1998 году с красным дипломом. По распределению был направлен в 76-ю гвардейскую Черниговскую Краснознамённую воздушно-десантную дивизию, расквартированную в Пскове. Был назначен командиром взвода разведки 234-го парашютно-десантного полка. Со временем комплектовал его сам из воинов-спортсменов. В составе миротворческих сил участвовал в командировке в Абхазии.
С начала февраля 2000 года гвардии лейтенант О. В. Ермаков принимал участие в контртеррористической операции в Чечне. 9 февраля колонна десантников, выдвигавшаяся в район Дышне-Ведено, попала в засаду боевиков. Они подбили головную машину и открыли по колонне шквальный огонь. О. В. Ермаков с двумя бойцами пробился к подбитой машине, уничтожил двух боевиков, вынес раненого водителя. 16 февраля в районе отметки 666,0 взвод Ермакова отразил атаку бандитов, прорывавшихся в район Ведено.

## Подвиг
29 февраля взвод гвардии лейтенанта О. В. Ермакова участвовал в операции по блокированию боевиков в районе Аргунского ущелья. Заняв высоту 787.0, оборудовал позиции. В середине дня десантники услышали рядом звуки боя и узнали, что ведёт бой 6-я рота. В ночь на 1 марта вместе с гвардии майором А. В. Доставаловым и группой десантников гвардии лейтенант О. В. Ермаков предпринял попытку прорваться к ведущей бой 6-й роте. Во время прорыва был ранен в живот. Оставаясь на выгодной позиции, до последнего патрона вёл огонь из автомата, прикрывая прорыв товарищей. В последнем бою уничтожил 6 боевиков.

## Награды
Указом Президента РФ № 484 от 12 марта 2000 года «за мужество и отвагу, проявленные при ликвидации незаконных вооруженных формирований в Северо-Кавказском регионе», гвардии лейтенанту Ермакову Олегу Викторовичу посмертно присвоено звание Героя Российской Федерации.

## Память
Похоронен на родине в Брянске. В его честь в 2002 году была переименована улица Рыночная в Фокинском районе города Брянска.